# ターンスタイル

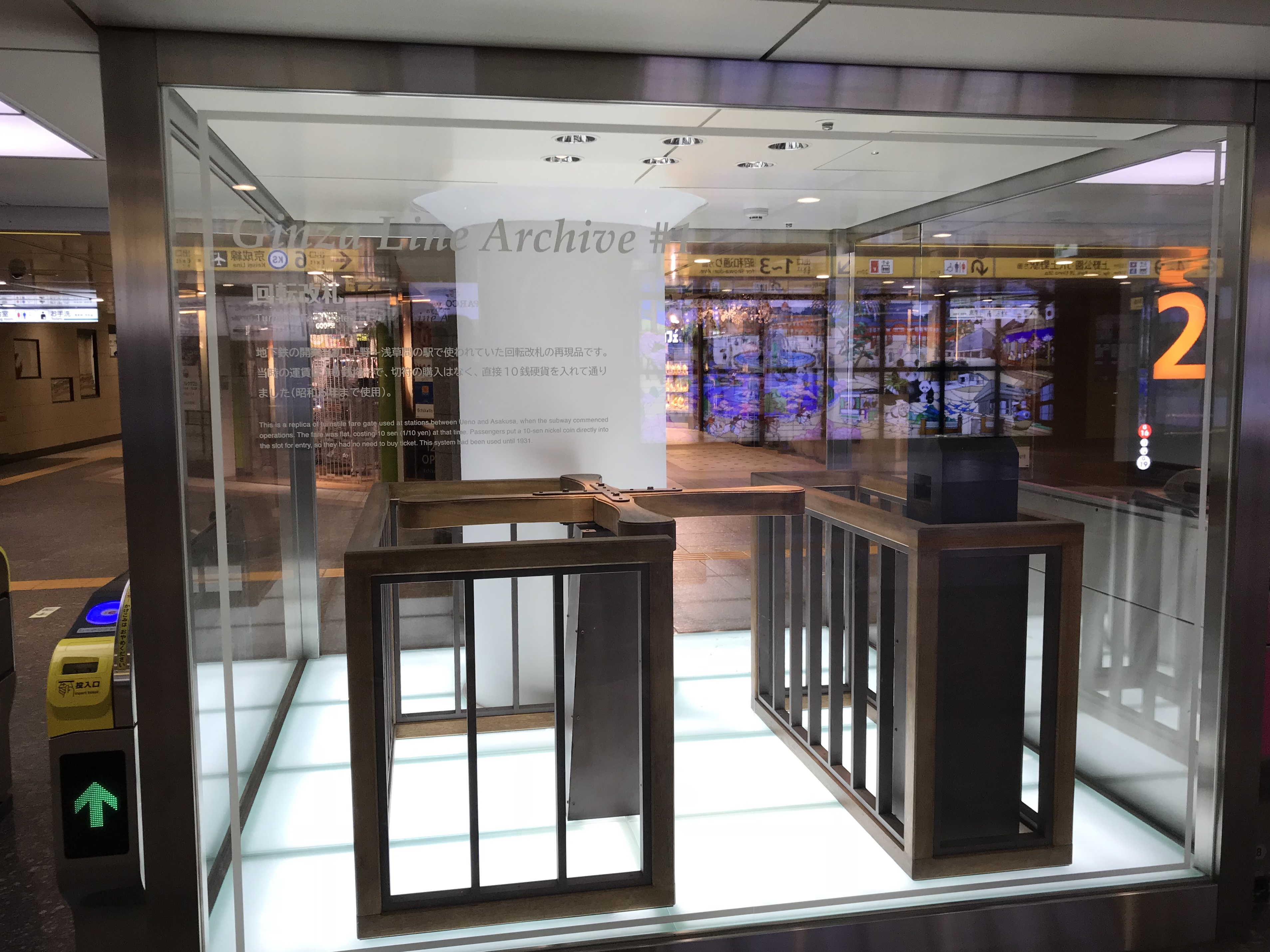
東京地下鉄道（営団地下鉄並びに東京地下鉄の前身）が銀座線開業当初に使用したターンスタイル改札機（上野駅での再現品）。利用客が10銭硬貨を投入すると横木が回転して通過することができた。

ターンスタイル（turnstile）は、木材や鉄のバーを放射状に伸ばした形状のゲートの一種。ターンバーともいう。また、日本語では回転木戸または回り木戸と呼ばれることもある。

## 利用
ターンスタイルは十字状に直角かつ放射状に飛び出た横木を取り付けた木戸である。もとは通路や入口にあたる箇所に杭などの垂直柱に水平に回転するように取り付けておくことで人だけが通ることができ牛馬は通れないようにするゲートとして用いられていた。
のちにターンスタイルは劇場や駅の改札など入口で1人ずつゲートを通過させる必要がある場合に用いられるようになった。

### 交通機関
地下鉄では改札機として硬貨を投入すると十字型の木戸が4分の1回転して1人を通過させるターンスタイル式の改札機が採用されていたことがある。鉄道におけるターンスタイルのゲートの形状は必ずしも十字型ではなくなっており、円錐状または円盤状の台座に金属棒を取り付けた形状でこれが少しずつ回転することで1人ずつ通過できるようにしたゲートが一般的になっている。

### テーマパーク
テーマパークでは入出場ゲートやパビリオンに設置され、入退場の管理と同時に一定時間単位の入退場者数などのデータをとるために導入されている。